# جان بابتيست فيليبيرت فايانت
جان بابتيست فيليبيرت فايانت، (6 ديسمبر 1790، ديجون - 4 يونيو 1872، باريس)، هو سياسي وعسكري فرنسي. كان مارشالًا في الجيش الفرنسي في عام 1851، ثم أصبح عضوًا في مجلس الشيوخ في عام 1852، ووزير الحرب من عام 1854 إلى 1859، ووزير دار الإمبراطور من عام 1860 إلى 1870، ووزير الفنون من عام 1863 إلى 1870.